# Брисеньо-Ирагорри, Марио
Дон Марио Брисеньо-Ирагорри (исп. Mario Briceño Iragorry; 15 сентября 1897, Трухильо (Венесуэла) — 6 июня 1958, Каракас) — венесуэльский деятель культуры, писатель
, литературный критик, политик, сенатор, журналист, юрист, историк, дипломат и педагог. Лауреат Национальной премии в области литературы Венесуэлы (1948).

## Биография
Окончил федеральный мужской колледже в Валере. В 1912 году переехал в Каракас и поступил в Военную академию, где познакомился с будущим президентом Исайасом Мединой Ангарита. В 1914 году вернулся в Трухильо, где занимался журналистикой. В 1918 году поселился в Мериде, чтобы продолжить изучение права в Андском университете, который окончил в 1920 году. Руководил Государственным секретариатом Мериды в 1919 году.
В 1921 году в Каракасе работал в Управлении международной политики Министерства иностранных дел. В 1922 году он стал секретарём Палаты депутатов, а затем консулом Венесуэлы в Новом Орлеане (США, 1923—1925). В 1927 году вернулся в штат Трухильо, где временно исполнял обязанности губернатора штата. В том же году был директором школы политологии. В 1928 году был назначен губернатором (председателем Государственного совета) штата Карабобо и секретарём Центрального университета Венесуэлы.

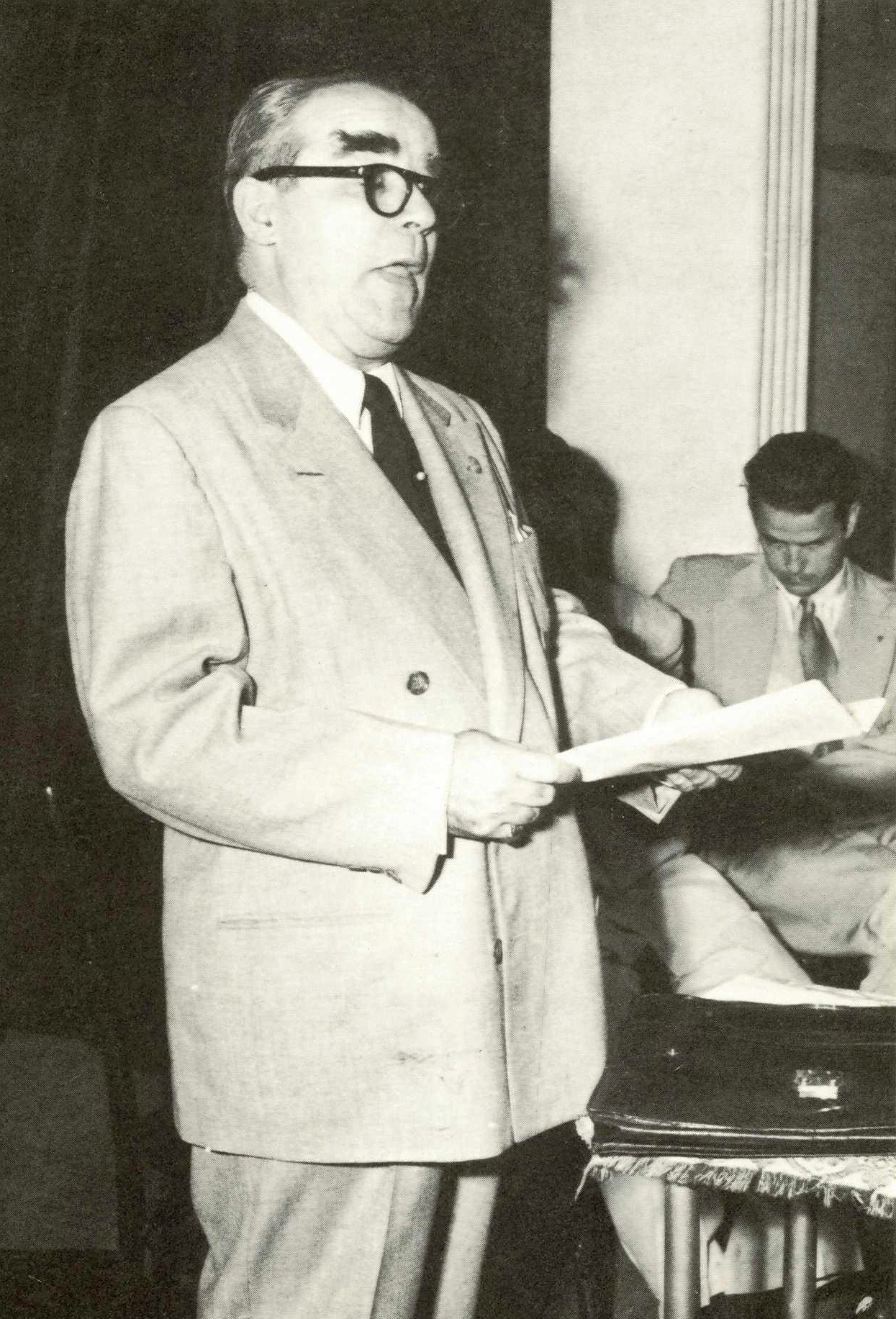
Брисеньо-Ирагорри в 1952

В 1932 году был принят в Национальную академию истории и языка. С 1936 по 1941 год — полномочный посол в государствах Центральной Америки со штаб-квартирой в Сан-Хосе (Коста-Рика).
В октябре 1945 года, после свержения правительства Исайаса Медины Ангариты, был арестован, но через несколько дней отпущен на свободу. Занялся адвокатурой.
В 1947 году получил Национальной премии в области литературы Венесуэлы за книгу «Регент Эредиа или героический Пьедад».
В 1949 году был назначен послом в Колумбии. Стал членом Демократического республиканского союза (URD).
В 1953 году отправился изгнание в Коста-Рику, а затем в Мадрид (1953—1958). В апреле 1958 года вернулся в Венесуэлу, где через два месяца умер.
Его останки были похоронены в Национальном пантеоне Венесуэлы 6 марта 1991 года.

## Избранная библиография
- Место захоронения Марио Брисеньо-Ирагорри в Национальном пантеоне ВенесуэлыHoras Hours (1921)
- Motivos Motives (1922)

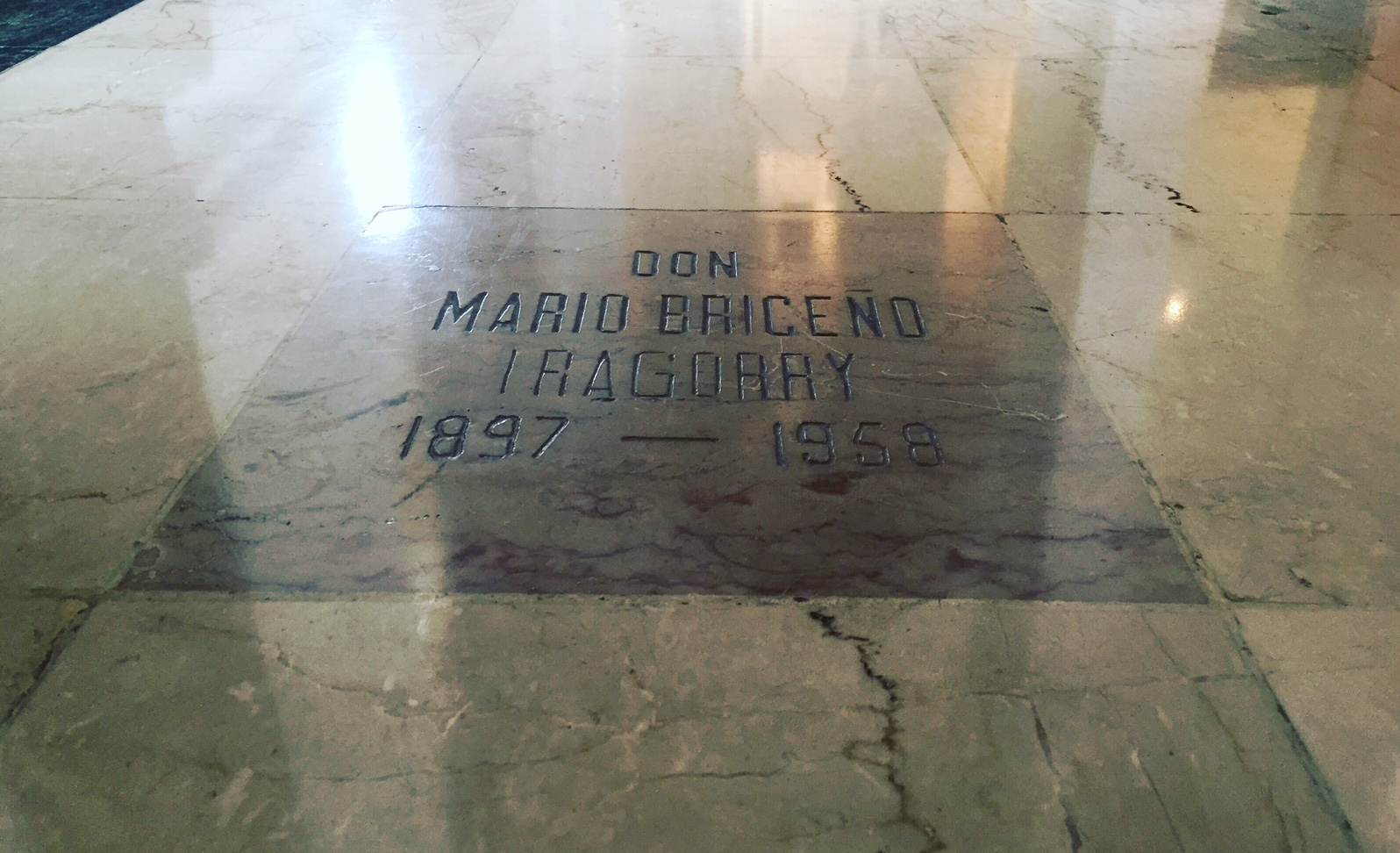
Место захоронения Марио Брисеньо-Ирагорри в Национальном пантеоне Венесуэлы

- Ventanas en la noche Windows in the Night (1925)
- Lecturas Venezolanas Venezuelan Lectures (1926)
- Tapices de Historia Patria History Homeland Tapestries (1933)
- Temas Inconclusos Unfinished topics (1942)
- Sentido y Ámbito del Congreso de Angostura Meaning and Scope of the Congress of Angostura (1943)
- Relación geográfica de la Provincia de Cuyas Geographical relation to the Cuyas Province(1947)
- El Caballo de Ledesma The Horse from Ledesma (1951)
- Trujillo
- Sentido y presencia de Miranda Sense and Presence of Miranda (1950)
- La Tragedia de Peñalver The Tragedy of Peñalver (1951)
- Mensaje sin Destino Message without Destination (1951)
- Por la ciudad hacia el mundo For the city to the World (1957)
- Ideario Político Political Ideology (1958)

## Память
- Его именем назван муниципалитет Марио-Брисеньо-Ирагорри в штате Арагуа.